# Клемятино (Московская область)
Клемятино — деревня в Можайском районе Московской области, в составе Сельского поселения Борисовское. Численность постоянного населения по Всероссийской переписи 2010 года — 1 человек. До 2006 года Клемятино входило в состав Ямского сельского округа.
Деревня расположена в юго-западной части района, примерно в 18 км к западу от Можайска, в междуречье Еленки и Грязнянки (правые притоки реки Колочь), высота центра над уровнем моря 226 м. Ближайшие населённые пункты — Бурково на север и Фёдоровское на северо-запад.